# 신일수
신일수(申壹守, 1994년 9월 4일 ~ )은 대한민국의 축구 선수이며 포지션은 수비형 미드필더이다. 현재 전남 드래곤즈에서 활약하고 있다.

## 클럽 경력
고려대학교에서 2014년 춘계대학연맹전, U리그 4권역 대회 등에서 우승컵을 들어올렸다. 이를 바탕으로 대한민국 U-23 축구 국가대표팀에 발탁되어 툴롱컵에 참가하였다. 2학년을 마친 뒤 프로팀을 알아보기 시작하였고, 서울 이랜드 FC로 입단하였다.
2015시즌을 앞두고 K리그2의 신생팀 서울 이랜드 FC에 자유선발로 입단하였다.
2017년 8월 포르투갈 2부리그 바르징 SC로 이적했다.
2018년 1월 8일 K리그 챌린지 안산 그리너스에 입단하며 K리그 무대로 복귀하였다. 2018년 5월 27일에 열린 부천 FC 1995와의 경기에서 안산 입단 후 첫 골을 터뜨렸다.
이후 부상으로 인해 사회복무요원으로 군 복무를 다 하고자 대한민국 4부 축구리그인 K4리그 팀 파주시민축구단으로 입단했으며, 첫 시즌에 리그 16경기에 출전했다.
파주시민축구단은 그해 리그 우승으로 K3리그로 승격하였지만, 사회복무요원 선수들의 K3리그 출전 불가 규정에 따라 신일수 선수는 K4리그인 FC 남동으로 2021시즌에 합류하게 됐다. 21시즌을 끝마치고 남동을 떠났다.

## 국가대표팀 경력
2010년 미국에서 열린 나이키 U-16 4개국 친선대회에서 1차전 미국을 상대로 본인의 U-17 대표팀 첫 골을 성공시켰다.
2014년 프랑스에서 열린 툴롱컵 1차전 카타르와의 경기에서 오른발 슛으로 팀의 선제골을 만들어내며 U-23 대표팀 데뷔골을 기록하였다. 한편 이 경기에서 대한민국은 카타르와 1대1 무승부를 기록하였다.